# Ivor Novello

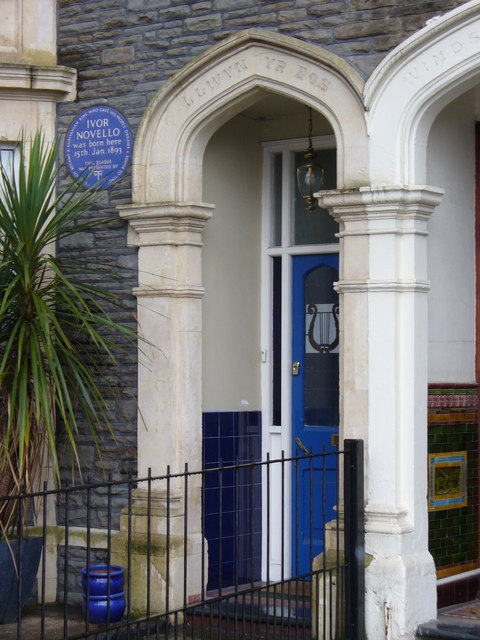
Porta de la casa on naixé Ivor Novello.

David Ivor Davies (Cardiff, Gal·les, 1 de gener de 1893 – Londres, Anglaterra, 6 de març de 1951), més conegut com a Ivor Novello, va ser un compositor, cantant i actor gal·lès que va esdevenir un dels més famosos showmen del principi del segle xx.
Va actuar, entre d'altres, a les pel·lícules d'Alfred Hitchcock Downhill i The Lodger (1927), i també en el remake d'aquesta de Maurice Elvey i a Tarzan the Ape Man (ambdues del 1932).
El Premi Ivor Novello es dona cada any per la indústria discogràfica a escriptors de cançons i cantants.